# Смилид
Смилид (др.-греч. Σμῖλις) — легендарный древнегреческий ваятель и зодчий, живший в VI век до н. э. , современник Дедала. Смилид был родом из Эгины, жил и трудился на острове Самос. Имя его происходит от греческого названия долота - инструмента, используемого скульпторами для вырезания фигур.
Считается, что им были исполнены деревянная статуя Геры для самосского храма этой богини и двенадцать сидящих на тронах Гор, из слоновой кости и золота, для олимпийского Гереона. По преданию им совместно с Феодором и Реком был сооружен лемносский лабиринт.
В Санкт-Петербурге фигура Смилида установлена в нише южного фасада Нового Эрмитажа среди статуй других выдающихся художников древности.